# Akko rossi
Akko rossi is een  straalvinnige vissensoort uit de familie van grondels (Gobiidae). De wetenschappelijke naam van de soort is voor het eerst geldig gepubliceerd in 2004 door Van Tassell & Baldwin.
De soort staat op de Rode Lijst van de IUCN als Onzeker, beoordelingsjaar 2007.